# Jugoslav Vasović
Jugoslav Vasović (Beograd, 21. svibnja 1974.), bivši srbijanski vaterpolist. Igrao je za Jadran iz Splita, Partizan, Bečej (prvak Europe 2000.), neke ruske i talijanske klubove i za Crvenu zvezdu. Igračku karijeru okončao je 2012. kao igrač Crvene zvezde u utakmici s Partizanom. Visok je 196 cm i ima masu 87 kg.